# Michel Doneda
Michel Doneda (Brive-la-Gaillarde, 21 november 1954) is een Franse jazzsaxofonist van avant-garde en creatieve jazz.

## Biografie
Michel Doneda begon zijn muzikale carrière op 15-jarige leeftijd in lokale bands. Begin jaren 1980 richtte hij in Toulouse het saxofoontrio Hic et Nunc op met Didier Masmalet en Steve Robins. Hij werkte in Marseille met de GRIM-formatie en met Louis Sclavis. Later speelde hij op het Chantenay-Villedieu Festival en werkte hij samen met de muzikantencoöperatie Nato, gedurende welke tijd hij ook speelde met musici als Fred Van Hove, John Zorn, Lol Coxhill, Raymond Boni, Phil Wachsmann, Ravi Prasad, Joëlle Léandre en anderen.
In 1986 werd hij lid van een trio met Daunik Lazro op baritonsaxofoon en Lê Quan Ninh als drummer en nam hij zijn eerste albums op onder zijn eigen naam. Eind jaren 1980 werkte hij ook in een trio met Alain Joule en Barre Phillips, evenals met Dominique Regef en Elvin Jones en in verschillende formaties met Beñat Achiary. In 1993 reisde hij naar Gabon, alwaar hij onderzoek deed naar Afrikaanse muziek. Na zijn terugkeer speelde hij o.a. met Elliott Sharp en Jin Hi Kim. In 1994 nam hij het album Open Paper Tree op voor het toenmalige freejazzlabel FMP. In 1998 werd het soloalbum Anatomie Des Clefs gemaakt. In 2007 speelde hij in Parijs met tenorsaxofonist Mats Gustafsson en de groep Sonic Youth. Hij werkt vaak in het trio John Russell en Roger Turner. Doneda speelt alleen sopraansaxofoon en sopraninosaxofoon.

## Discografie
- 1985: Terra
- 1988: General Gramophon
- 1988: Aranoa
- 1991: L'Élémentaire Sonore
- 1992: Egyptian Fantasy
- 1994: Open Paper Tree (FMP)
- 1995: Ce n'est pourtant (L'impreinte Digitale)
- 1995: M'Uoaz (Scisors)
- 1998: Anatomie Des Clefs (Potlatch)